# Mariano Fructuoso Ansó Zungarren
Mariano Fructuoso Ansó Zunzarren (Pamplona, 1889 - Biarritz, 29 d'agost de 1981) va ser un advocat i polític republicà navarrès. Va ser el primer alcalde de Pamplona després de la proclamació de la Segona República Espanyola (1931) i Ministre de Justícia en el segon govern de Juan Negrín.

## Biografia
Mariano Ansó era membre de la candidatura de la Conjunció Republicano-Socialista, pel Partit Republicà Autònom Navarrès, a les eleccions del 12 d'abril de 1931 per a l'ajuntament de Pamplona. Ansó va obtenir acta de regidor, encara que el triomf va correspondre a la candidatura antirevolucionària, que incloïa carlins jaumistes i monàrquics (que van obtenir 17 regidors per 12 de la Conjunció). No obstant això, les eleccions van ser impugnades i repetides al maig. Aquesta vegada, els republicano-socialistes van obtenir la majoria de regidors (els nacionalistes bascos no hi van concórrer), i Mariano Ansó va ser escollit alcalde de Pamplona. Abans, el 13 de maig, havia estat nomenat per la comissió gestora de la Diputació membre de la ponència creada per a l'elaboració de dos projectes d'Estatut d'Autonomia, el basc-navarrès i l'exclusivament navarrès.
Candidat a les eleccions generals espanyoles de 1931, va aconseguir un escó a les Corts, renunciant a l'ajuntament en favor del també republicà Nicasio Garbayo. A les Corts va formar part de la minoria parlamentària d'Acció Republicana, el partit de Manuel Azaña, del que va ser col·laborador i amic, des d'on va defensar l'Estatut d'Autonomia basco-navarrès elaborat per la gestora, oposant-se al projecte d'estatut conegut com a Estatut d'Estella, pactat entre tradicionalistes i nacionalistes bascos, perquè pretenia "convertir Bascònia i Navarra en un vedat tancat de la reacció, on sigui impossible la convivència de les idees liberals". No va renovar la seva acta de diputat en les eleccions de 1933, que van constituir un gran daltabaix per a les forces d'esquerra i per als republicans d'Azaña en particular.
A les eleccions generals espanyoles de 1936 fou elegit diputat per Guipúscoa, dintre de la candidatura del Front Popular. Representant d'Izquierda Republicana en les comissions d'actes i de Guerra, després de l'esclat de la Guerra Civil va viatjar des de Madrid a Sant Sebastià a través de França per a posar fora de perill a la seva família, que es trobava a Zarautz, i dur-la a Donibane Lohitzune. Després de la caiguda de Guipúscoa en mans de les tropes de Mola, va tornar a Madrid, on va rebre en encàrrec del seu amic Azaña de traslladar diversa documentació, entre la qual es trobaven les seves memòries, a Ginebra, on el cunyat d'Azaña, Cipriano Rivas Cherif, era cònsol general. Al constituir-se el primer govern de Negrín, el maig de 1937, Mariano Ansó va ser nomenat sotssecretari de Justícia, a les ordres de Manuel de Irujo. En aquest càrrec va haver d'enfrontar-se a successos delicats com la il·legalització del Partit Obrer d'Unificació Marxista (POUM) o la desaparició d'Andreu Nin. Després de la dimissió d'Irujo, Ansó va ser nomenat ministre de Justícia al desembre d'aquest any, càrrec que va ocupar fins a la crisi ministerial d'abril de 1938.
Al final de la guerra civil va passar a França on es va refugiar, i es va haver d'enfrontar a les difícils circumstàncies del règim de Vichy, sent empresonat diverses vegades. A pesar d'això, va poder passar a Suïssa i després de la fi de la Guerra Mundial, a Londres, on va reprendre la seva col·laboració amb Negrín. El juliol del 1945 es va establir en Biàrritz, on va seguir col·laborant amb el Govern de la República en l'exili. En 1957, a l'any següent de la mort de Negrín, va prendre part en el lliurament de la documentació que conservava l'expresident del Consell sobre l'episodi del «or de Moscou» a les autoritats franquistes. A causa d'això, va poder tornar a Espanya i tornar-ne a sortir, ja no com exiliat sinó com resident en l'estranger. Després d'això va abandonar pràcticament les seves activitats polítiques. En 1977 va publicar les seves memòries, Yo fui ministro de Negrín, finalista del premi Espejo de España.